# Castillo Bourzey
El castillo Bourzey (en árabe: قلعة ميرزا)), también conocido como castillo Mirza, es un fortín ubicado en la frontera de Siria. Se encuentra sobre las montañas costeras y el valle Ghab, a 25 kilómetros de Jeser Alshghur, a una altitud de 450 metros. Las inscripciones y las referencias históricas al castillo lo relacionan con el período bizantino del siglo XI. Arquitectónicamente tiene forma de triángulo, la fachada occidental es de 175 metros y la oriental de 50 metros. Las fachadas sur y este son adyacentes a profundas gargantas mientras que la fachada occidental es la menos pronunciada. El castillo cuenta con 12 torres.
Después de la dominación bizantina el castillo pasó a la dinastía ayubí, que construyó las torres adicionales de estilo árabe. Los mamelucos llegaron más tarde y fortalecieron las torres del sur. El castillo tiene varios bastiones, cuartos subterráneos y depósitos de agua. El camino hacia el castillo termina en la vertiente occidental.